# Teretonga Park
Der Teretonga Park ist eine permanente Motorsport-Rennstrecke auf dem Gebiet von Invercargill in Neuseeland. Die 1959 eröffnete Strecke ist die älteste und am südlichsten gelegene Rennstrecke Neuseelands und weltweit die am südlichsten gelegene Rennstrecke mit einer FIA-Homologation (Grad 3).

## Geschichte
Die Strecke wurde im November 1957 nach vier Jahren Bauzeit durch den Southland Sports Car Club eröffnet, der auch heute noch die Strecke betreibt. Zur Finanzierung der Bauarbeiten organisierte der Club 2 Rennen auf dem Ryal Bush Straßenkurs. 1966 wurde die Kurvenkombination vor der Start-Zielgerade durch eine simple Linkskurve ersetzt. Dadurch stieg die Streckenlänge von 2,414 auf 2,57 km. 

## Streckenbeschreibung
Die Strecke wird entgegen dem Uhrzeigersinn befahren.

## Veranstaltungen
Von 1964 bis 1975 trat mit der Tasman-Serie die erste bedeutende Serie auf dem Kurs an. Zwischen 2005 und 2020 startete die Toyota Racing Series 16 mal in Folge auf der Strecke, die 2023 für eine Gastrunde zurückkehrte. Aktuell ist die Strecke eine Saisonstation der neuseeländischen Superbike-Meisterschaft, der neuseeländischen V8 Ute Pickup-Truck-Serie  und der neuseeländischen Super-Truck-Meisterschaft. Daneben finden historische Meetings wie z. B. die F5000 Revival Serie und Clubsportveranstaltungen auf der Strecke statt.